# Sporting Club de Draguignan
 (novembre 2023).
Si vous disposez d'ouvrages ou d'articles de référence ou si vous connaissez des sites web de qualité traitant du thème abordé ici, merci de compléter l'article en donnant les références utiles à sa vérifiabilité et en les liant à la section « Notes et références ».
Le Sporting Club de Draguignan est un club de football français situé à Draguignan dans le Var. Il a été créé  à la suite de la fusion de deux clubs de la ville.
Le club évolue actuellement en Régional 2 de la Ligue de la Méditerranée de football, soit le 7e niveau du football français.

## Historique
Le Sporting Club de Draguignan est fondé le 13 juin 1941, avec la fusion de l'Olympique dracénois et du Sporting club dracénois[source insuffisante]. Ce dernier avait notamment remporté le championnat USFSA de la Côte d'Azur en 1907, la première compétition régionale créée au début du XXe siècle. 

### Premières heures de gloire (1950-1965)
Le club est promu pour la première fois en Division nationale du championnat de France amateurs pour la saison 1950-51 et finit déjà en tête du groupe Sud . Le SC Draguignan finira vice-champion de France amateurs cette saison. 
L'année suivante voit le SC Draguignan réitérer cette performance puisque le club finira la saison 1951-52 une nouvelle fois en tête du groupe sud. L'équipe finira 4ème en phase finale. 
La saison  1952-53 sera similaire aux 2 autres. Le SC Draguignan finit encore premier du groupe sud et vice-champion de France amateurs. Le club continue ses belles années et termine premier du groupe Sud-Est en 1954-55. Draguignan connaît son heure de gloire en 1955 lorsque le club atteint les quarts de finale de la Coupe de France.
Enfin les saisons suivantes, le club va connaître beaucoup plus de difficultés et va finir par rentrer dans le rang, parfois même frôler la relégation dans des saisons agitées. Ce qui devait arriver arriva le SC Draguignan est finalement relégué dans les divisions régionales à la suite de la saison 1964-65 où l'équipe termine avant dernière du groupe sud-est.
Les Varois retrouvent donc les divisions régionales 15 ans après leur promotion. 

### Entre CFA et CFA2 (1996-2007)
L'équipe est promue en National 3 pour la saison  1996-97 et acquiert son maintien assez facilement . Les varois sont 6èmes au terme de la saison avec 36 points.
Le club passe néanmoins un cap lors de la saison 1998-99 de CFA 2. En effet le SC Draguignan finit second et vice champion de sa poule avec 81 points, derrière l'AC Arles le SC Draguignan monte donc pour la première fois en CFA de son histoire.
Après 2 bonnes saisons en CFA le club commence à repenser à une montée, cette fois en  National. 
Les espoirs varois seront malheureusement de courte durée puisqu'ils se feront distancer très tôt en championnat. Au terme de la saison 2001-02 le SC Draguignan termine à la dernière place de son groupe totalisant seulement 57 points.
Malgré leur relégation et leur retour en CFA 2 le club ambitionne de remonter immédiatement en CFA .Mais les saisons suivantes , le SC Draguignan ne parviendra pas à s'imposer à long terme en CFA 2 , comme en 2003-04 où le club finit à une 3ème place satisfaisante seulement sur le papier . Les années suivantes , le club s'enlise inexorablement vers le milieu de tableau. 
Lors de la saison  2006-07 le club prévoit de remédier à cela en officialisant de nombreuses arrivées et départs dans l'effectif et le staff. Malgré des compositions chamboulées le club ne parvient juste pas à se sortir de la zone rouge et finit avant dernier (17ème) de sa poule avec 54 points.
Le SC Draguignan retrouve le niveau régional pour la première fois depuis 10 ans et ne remontera plus jamais dans les compétitions nationales .

### Reconstruction au niveau Régional (2007-)
Depuis le 1er septembre 2010, l'équipe première joue en Régional 2 « B » , équivalent à la 7ème division nationale . Cette année-là, la subvention de la ville atteignait les 200 000 euros[réf. nécessaire]. Après une descente au niveau départemental à la suite de la pandémie de Covid-19, le club sort la tête de l'eau et obtient sa promotion en Régional 2 au printemps 2022.

## Palmarès

### Compétitions Nationales / Régionales
- Championnat de France amateurs : 
  - Vice-champion en 1951 et 1953
  - Vainqueur du Groupe Sud en 1951, 1952 et 1953
  - Vainqueur du Groupe Sud-Est en 1954
- Championnat de France DH Sud-Est (1) : 
  - Champion en 1950
- Championnat de France DH Méditerranée (1) : 
  - Champion en 1996

### Parcours en Coupe de France
- Coupe de France 1951
  - Seizièmes de finale
- Coupe de France 1953
  - Seizièmes de finale
- Coupe de France 1954
  - Trente-Deuxièmes de finale
- Coupe de France 1955
  - Quarts de finale
- Coupe de France 1956
  - Trente-Deuxièmes de finale
- Coupe de France 1957
  - Trente-Deuxièmes de finale
- Coupe de France 1959
  - Huitièmes de finale
- Coupe de France 1963
  - Trente-Deuxièmes de finale

## Entraîneurs
| - 1950-1951 : Mario Zatelli - 1951-1953 : Tony Marek - 1953-1954 : Urbain Decottignies / Noël Sinibaldi - 1954-1956 : Noël Sinibaldi - 1956-1958 : Albert Fornetti - 1958-1960 : Tony Marek - 1960-1961 : Dahan - 1961-1963 : Louis Mus - 1963-1964 : Pancho Gonzales - 1964-1965 : Alberto Muro - 1965-1977 : Victor Turc - 1977-1978 : Albert Fornetti - 1978-1979 : Ali Mekideche - 1979-1980 : Jean-Pierre Dogliani - 1980-1981 : Bernard Lech - Mars 81 : Félix Lendo - 1981-1983 : Richard Tylinski - 1983-Novembre 1984 : Hervé Revelli - 1985 : Richard Tylinski | - 1985-1988 : Hervé Monchiet - 1988-1989 : Barbagli - 1989-1990 : Richard Tylinski - 1990-1993 : Fabre - 1993-1995 : Martucci - 1999-2001 : Hervé Renard - Nov. 2002-déc. 2002 : Bruno Scipion - Janv. 2003-2007 : Dominique Veilex - 2007-2008 : Denis Baudino - 2008-2016 : Frédéric Balp - 2016-2017 : Vincent Cobos - 2017-2018 : David De Olivera - 2018-2019 : Fabien Basilio - 2019-2021 : Ludovic Sole - 2020-2021 : Rudy Riou - 2021-2022 : Kevin Constant - 2022-2023 : Ludovic Sole - Depuis 2024 : Alain Calarco |

## Anciens joueurs ou entraîneurs du club
- Ernst Atis-Clotaire
- Mouhamadou Diaw
- Albert Fornetti
- Alberto Muro
- Hervé Renard
- Noël Sinibaldi
- Mario Zatelli

## Identité visuelle

Ancien logo
Logo actuel